# Andrés Alén
Andrés Alén fue un escultor español.

## Biografía
Natural de Cataluña, fue profesor de la Escuela de Bellas Artes de Barcelona y alumno de la Academia provincial.
En 1857 trabajó un busto —«precioso», según el periodista Ossorio y Bernard— del entonces capital general de la región, Juan Zapatero. De acuerdo con un crítico de la época, el parecido con el representado era completo y tenía gran finura en los detalles.
En la Exposición de Bellas Artes celebrada en dicha capital en 1858, presentó también algunos trabajos.
A principios de 1867 estuvo trabajando en una estatua de san Jorge para la fachada del palacio de la Diputación Provincial de Barcelona, cuyo modelo fue aprobado por la Academia de Artes. Elaboró también una escultura de la reina Isabel II para el salón de sesiones de ese mismo palacio, y otras para el consistorio municipal.